# 小富蘭克林·S·比林斯
小富蘭克林·S·比林斯（英語：Franklin Swift Billings, Jr.，1922年6月5日—2014年3月9日）是一名美国政治人物、佛蒙特州大法官。他曾担任佛蒙特州众议院发言人、佛蒙特州高级法院主法官、佛蒙特州美国联邦地区法院主法官。

## 生平
早年求学于哈佛大学，后参加美国海军，参与第二次世界大战，并因战功获紫心勋章。此后回国在耶鲁大学、弗吉尼亚大学深造，之后代表美国共和党参与竞选。担任佛蒙特州众议院发言人、佛蒙特州高级法院主法官、佛蒙特州美国联邦地区法院主法官。
2014年3月9日去世，享年91岁。